# Domen efektora smrti
Domen efektora smrti (DED) je proteinski interakcioni domen koji reguliše niz ćelijskih signalnih putemva. DED domen je prisutan u neaktivnim prokaspazama (cistenskim proteazama) i proteinima koji regulišu aktivaciju kaspaza u apoptoznoj kaskadi, kao što je FADD. FADD regrutuje prokaspazu 8 i prokaspazu 10 u smrću indukovani signalni kompleks (DISC). To je posredovano homotipnom interakcijom između prokaspaze DED i druge DED koja je domen efektora smrti u adapterskom proteinu koji je direktno asociran sa aktiviranim TNF receptorima. Formiranje kompleksa omogućava proteolitičku aktivaciju prokaspaze i aktivnu formu kaspaze koja uzrokuje inicijaciju apoptoze (ćelijsku smrt). Strukturno, DED domen je potklasa proteinskog motiva poznatog kao savijanje smrti, i sadrži šest alfa heliksa, koji podsećaju na strukturu domena srmti.